# El Graell (Odèn)
El Graell és una masia situada al municipi d'Odèn, a la comarca catalana del Solsonès.